# Литовское княжество (гипотеза)
Литовское княжество (лит. Lietuvos kunigaikštystė) — согласно литовскоцентристской гипотезе, 
государственно-территориальное образование этнических литовцев, существовавшее с XIII века до 1413 года и являвшееся составной частью и основой Великого княжества Литовского. Таким образом подчёркивается исключительная роль предков современных литовцев в создании ВКЛ и второстепенное значение славян, в том числе предков современных белорусов. 
Формация якобы возникла в центральной и восточной части современной Литвы, известной как Аукштайтия или Литовская земля (лит. Lietuvos žemė) в XIII веке, Виленское княжество в XIV — начало XV веках. Предполагается, что она сформировалась в центральной Литве на левом берегу реки Вилия (Нярис) и быстро распространилась на восток. Высказывается мнение, что именно эта земля упоминается в 1009 году как Литва. Территорией управляли вожди этнического литовского племени аукштайты или «литовцы» в первоначальном смысле этого слова.